# Милевски, Юрген
Юрген Милевски (нем. Jürgen Milewski; 19 октября 1957 года, Ганновер) — немецкий футболист, нападающий.

## Карьера
На протяжении восьми лет выступал за различные команды чемпионата ФРГ. Наибольших успехов добился в составе «Гамбурга», с которым выиграл два чемпионата страны (1981/82 и 1982/83) и Кубок Чемпионов 1982/83.
Один сезон провёл в «Сент-Этьене». 
За сборную ФРГ провёл два товарищеских матча, а также игру отборочного турнира ЧМ—1982 против Албании.
В 2009 году работал агентом в компании IMG.

## Достижения
ФК «Гамбург»
- Лига чемпионов УЕФА: 1982–83, 1979–80 (финалист)
- Лига Европы УЕФА: 1981–82 (финалист)
- Чемпионат Германии по футболу: 1981–82, 1982–83
- Кубок Германии по футболу: 1978–79 (финалист)